# Thomson-peiltoestel

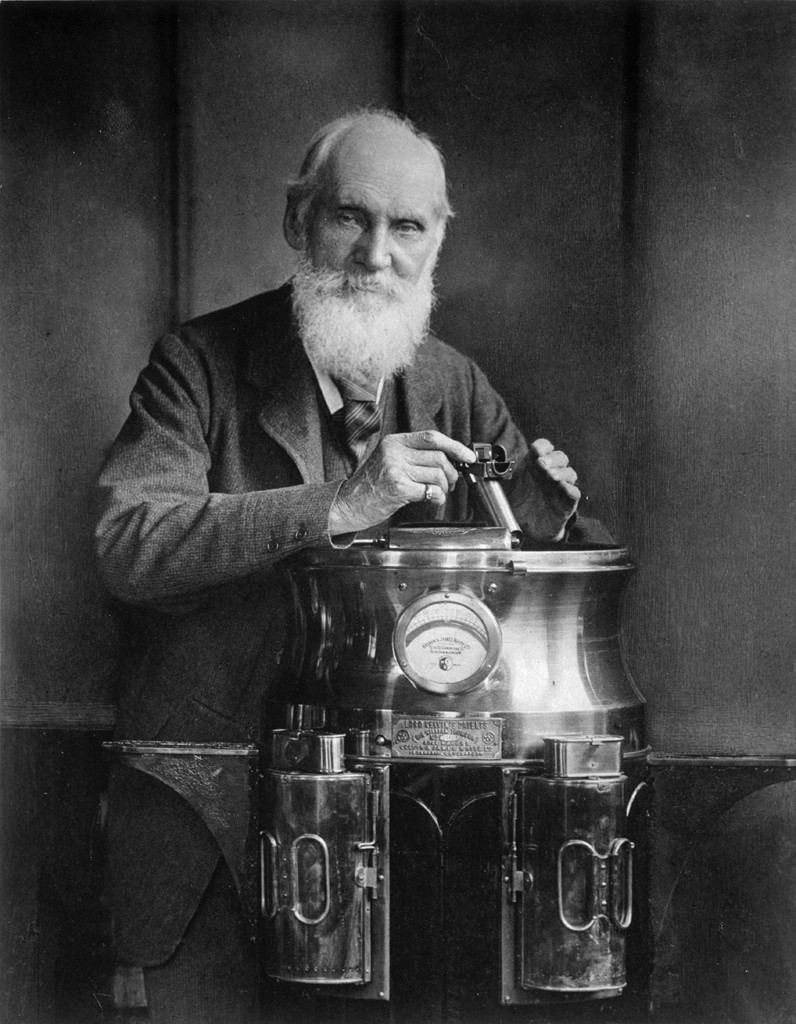
William Thomson met het door hem ontwikkelde peiltoestel leunend op een standaardkompas.

Een Thomson-peiltoestel is een peiltoestel dat gebruikmaakt van een prisma. Het cirkelvormige onderstel wordt met een pen op de dop van het dekglas van een peilkompas of een dochteraanwijzer van het gyrokompas geplaatst. Daarmee kunnen schepen of kenbare punten gepeild worden door het toestel te draaien tot het object te zien is in het prisma recht boven de pijlpunt op het onderstel.
De peiling met een magnetisch kompas wordt kompaspeiling KP genoemd, terwijl een peiling met behulp van een gyrokompas een gyropeiling GP oplevert. De eerste moet worden gecorrigeerd met de miswijzing om tot de ware peiling WP te komen, de tweede met de totale correctie tc.
Het voordeel van het Thomson-peiltoestel boven het vizierpeiltoestel is dat er ook hemellichamen met gepeild kunnen worden.